# NGC 522
NGC 522 is een spiraalvormig sterrenstelsel in het sterrenbeeld Vissen. Het hemelobject ligt 107 miljoen lichtjaar (32,8 × 106 parsec) van de Aarde verwijderd en werd op 25 september 1862 ontdekt door de Duits-Deense astronoom Heinrich Louis d’Arrest.

## Synoniemen
- GC 305
- IRAS 01221+0944
- MCG +02-04-038
- PGC 5218
- UGC 970
- ZWG 436.43
- FGC 163